# アフリカ開発運動 (ガボン)
アフリカ開発運動（アフリカかいはつうんどう、フランス語: Mouvement Africain de Développement、略称:MAD、英語: African Development Movement）またはアフリカ発展運動（アフリカはってんうんどう）は、ガボンの政党。大統領与党連合を構成する政党の一つである。党首は、ピエール＝クラヴェール・ゼング・イボーム（Pierre-Claver Zeng Ebome）。
2001年12月9日の総選挙で下院国民議会に1議席を獲得した。2006年12月17日から12月24日の総選挙では下院国民議会に1議席を維持した。
2008年2月10日、第4回党大会を開催し、大統領与党連合への参加を再確認し、ピエール＝クラヴェール・ゼング・イボーム党首を再選した。